# Zweepthujamos
Zweepthujamos (Thuidium assimile) is een soort mos van het geslacht thujamos (Thuidium).
Het is een zeldzame maar wereldwijd verspreide soort van duinen en (kalk)graslanden. 

## Etymologie en naamgeving
- Synoniem: Thuidium philibertii Limpr.
- Engels: Philibert´s Tamarisk-moss

De botanische naam Thuidium is Oudgrieks voor thuja, naar de gelijkenis met de levensboom (Thuja occidentalis).
De soortaanduiding assimile komt van het Latijnse 'assimil' en betekent 'gelijkend', naar de sterke gelijkenis met het veel algemenere gewoon thujamos.

## Determinatie

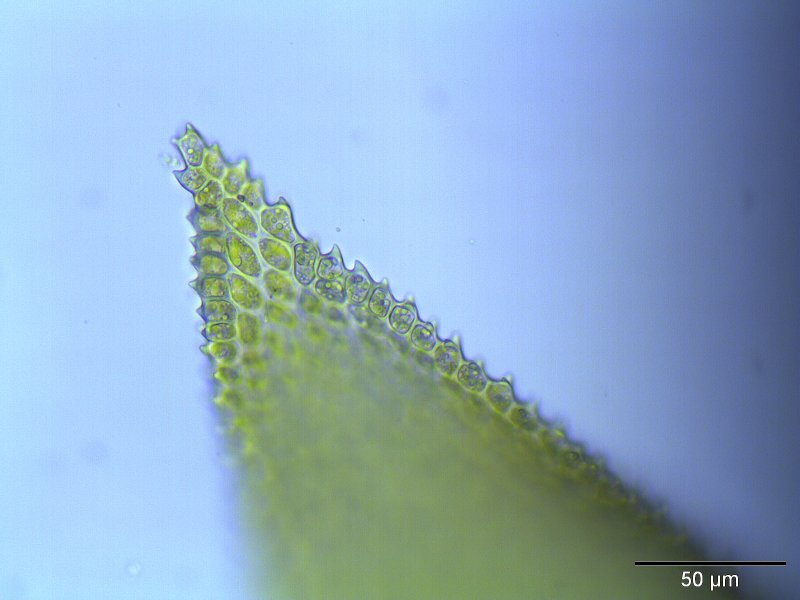
Zweepthujamos, getande bladrand (400x)

Zweepthujamos is een dubbelganger van gewoon thujamos. Het vormt soms uitgestrekte ijle, dofgroene tot geelgroene matten. De plant is dubbel geveerd (gewoon thujamos kan ook meervoudig geveerd zijn), waarbij alle vertakkingen in een plat vlak liggen. De stengel is  bezet met parafylliën, sterk gereduceerde blaadjes. De stengelblaadjes zijn driehoekig met een lange punt en dofgroen. De takblaadjes zijn eirond tot lancetvormig. De bladnerf loopt door tot in de top van het blad. De bladcellen dragen elk een papil aan de rand, waardoor de bladrand fijn getand is.
Zweepthujamos is een tweehuizige plant. 
Slechts zelden wordt een sporenkapsel of sporogoon gevormd. Ze staan op een 1,5  cm lange, rode steel en zijn gebogen cilindrisch. 

## Ecologie
Zweepthujamos groeit voornamelijk op lichte tot licht beschaduwde plaatsen op kalkrijke leembodems en löss, zoals in kalkgraslanden, natte graslanden met kalkrijke kwel, kust- en rivierduinen en lichte bossen.

## Verspreiding
Zweepthujamos is vrij zeldzaam maar kent een kosmopolitische verspreiding. In België wordt het gevonden in de Famenne, in Nederland komt het tegenwoordig enkel nog maar in Zuid-Limburg voor.
... · T. abietinum (sparrenmos) · T. assimile (zweepthujamos) · T. delicatulum (fraai thujamos) · T. recognitum (stug thujamos) · T. tamariscinum (gewoon thujamos) · ...